# 平城站 (平安南道)
平城站（：／ P'yŏngsŏng yŏk */?）是朝鮮民主主義人民共和國平安南道平城市的一個鐵路車站，属于平罗线。

## 历史
- 1927年11月1日，开通使用，当时属于平元线的一部分。

## 邻近车站
平罗线
裴山店站 - 平城站 - 凤鹤站